# 陳曾燾
陳 曾燾（ちん そとう、トーマス・チャン、中国語: 陳曾燾、英語: Thomas Tseng-tao Chen、1924年 - 2024年11月5日）は、香港の実業家。不動産開発会社・恒隆集団と同社子会社の恒隆地産の創業者であり、第2代董事長も務めた。中華人民共和国広東省順徳市（現：仏山市順徳区）出身。
兄は同社の創業者および初代董事長の陳曾熙。陳曾熙の長男は陳啓宗（恒隆集団および恒隆地産の第3代董事長）。

## 来歴
中国広東省順徳市（現：仏山市順徳区）生まれ、香港育ちであり、初等中等教育を受けた。
1948年、復旦大学を卒業後、建設業を営むために香港に戻り、陳曾熙と共に恒隆集団と恒隆地産を設立し、取締役会の総支配人兼会長を務めた。1986年、陳曾熙の死去後に同社の董事長を引き継ぎ、5年間務めた。1991年からは陳曾熙の長男である陳啓宗に引き継がれた。1993年をもって退任した。
長年にわたり教育支援を行っており、復旦大学や南京大学、香港中文大学、香港科技大学等の多くの大学の理事および諮問委員を務めていた。1996年、香港中文大学より社会科学の名誉博士号を取得した。
2024年11月5日に死去。享年99。